# Mojot svet
Mojot svet – utwór macedońskiej piosenkarki Karoliny Goczewej napisany przez Grigora Goprowa i Ognena Nedełkowskiego i wydany w formie singla w 2007 roku.
W 2007 roku utwór reprezentował Macedonię w 52. Konkursie Piosenki Eurowizji organizowanym w Helsinkach, wygrywając pod koniec lutego finał krajowych eliminacji eurowizyjnych po zdobyciu łącznie 144 punktów w głosowaniu telewidzów.
10 maja numer został zaśpiewany przez Karolinę Goczewą jako osiemnasty w kolejności w półfinale Konkursu Piosenki Eurowizji i z dziewiątego miejsca (97 punktów) awansował do sobotniego finału. Został w nim zaprezentowany jako szósty w kolejności i zajął ostatecznie czternaste miejsce z 73 punktami na koncie, w tym m.in. z drugą najwyższą notą 10 punktów od Bułgarii, Serbii, Czarnogóry i Słowenii.
Utwór został nagrany w trzech wersjach językowych: angielskiej, macedońskiej oraz angielsko-macedońskiej, którą Karolina Goczewa zaprezentowała w Konkursie Piosenki Eurowizji.

## Lista utworów

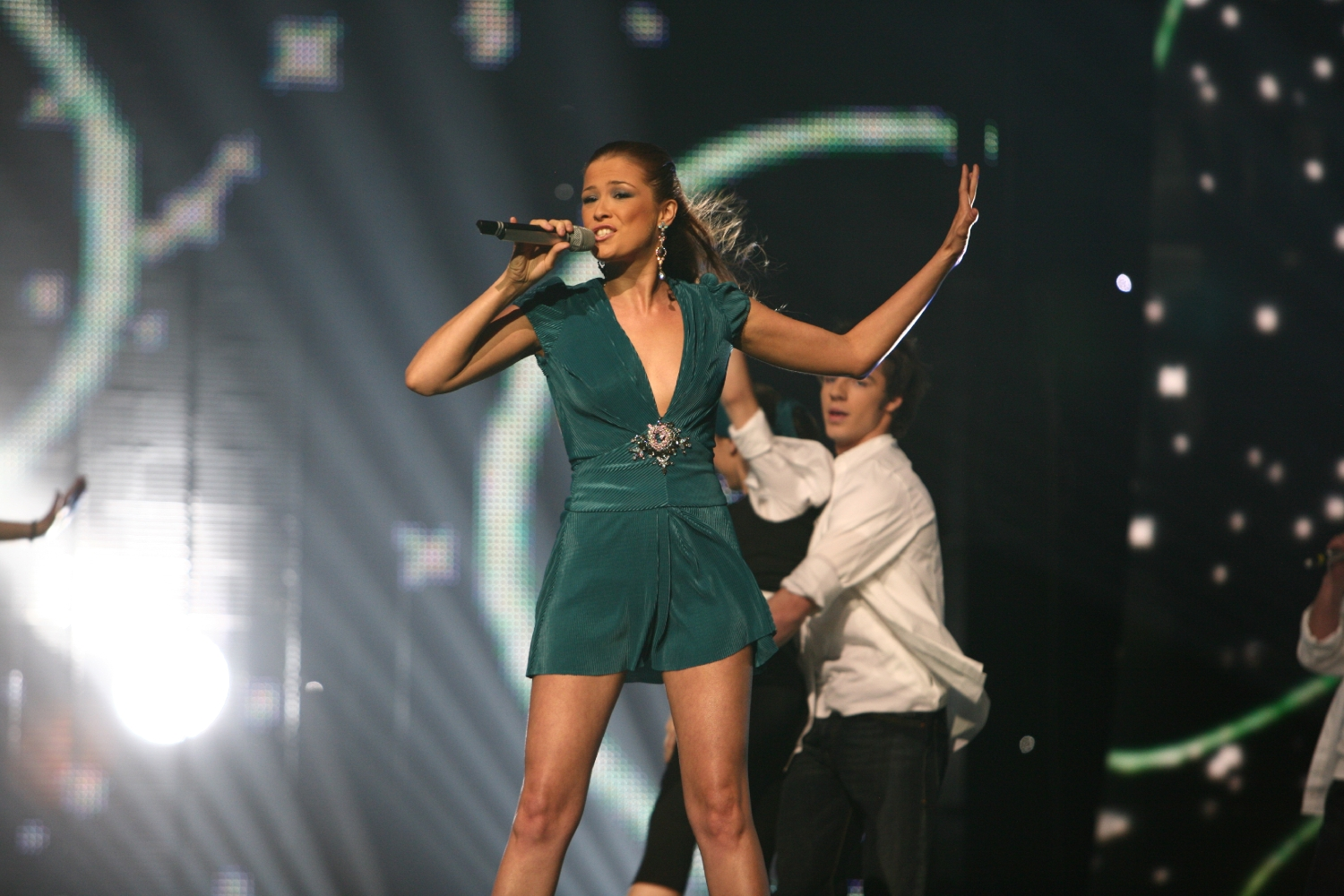
Karolina Goczewa podczas wykonania utworu w 52. Konkursie Piosenki Eurowizji w 2007 roku

Promo single
1. „Mojot svet”

CD single
1. „Mojot svet”
2. „My World”
3. „Mojot svet” (Karaoke Version)